# Ацетил сульфонилхлорид
Ацетил сульфонилхлорид(4-Ацетамидобензолсульфонилхлорид) — органическое соединение.
Является предшествующим сырьем для получения лекарств группы сульфаниламидов. Белое кристаллическое вещество.
Являясь солью сульфаниловой кислоты обладает антибактериальными свойствами, однако почти не применяется в медицине ввиду токсичности.

## Получение
Ацетил сульфонил хлорид получают путем воздействия хлорсульфоновой кислоты на ацетанилид:
{\displaystyle {\ce {C8H9NO + HSO3Cl ->[{0°C}] C8H8ClNO3S + H2O}}}